# Joey Veerman
Joey Veerman (* 19. November 1998 in Purmerend) ist ein niederländischer Fußballspieler, der seit Januar 2022 beim PSV Eindhoven unter Vertrag steht. Er ist der jüngere Bruder vom aktiven Fußballer und Ex-Bundesligaspieler Henk Veerman.

## Karriere

### Verein

#### FC Volendam
Joey Veerman begann im Alter von vier Jahren beim RKAV Volendam mit dem Fußballspielen und schloss sich zwei Jahre später dem größeren Verein in Volendam, dem FC Volendam an. Er durchlief sämtliche Juniorenauswahlen des Vereins und unterzeichnete am 30. April 2015 seinen ersten professionellen Vertrag. In der Saison 2015/16 spielte Veerman für die U19-Mannschaft und bestritt auch drei Einsätze für die Reservemannschaft Jong FC Volendam.
Zu Beginn der Saison 2016/17 war er fest für die Reserve in der dritthöchsten niederländischen Spielklasse eingeplant, absolvierte jedoch bereits die gesamte Vorbereitung mit der ersten Mannschaft. Am 9. Juni 2016 (6. Spieltag) bestritt er beim 1:0-Auswärtssieg gegen die VVV-Venlo sein Debüt für die erste Mannschaft des Zweitligisten, als er den verletzten Mittelfeldspieler Kees Kwakman ersetzte. Veerman entwickelte sich rasch als wichtiger Bestandteil in der Mannschaft von Cheftrainer Robert Molenaar und sein Vertrag wurde im November 2016 bis 2020 verlängert. Am 20. Januar 2017 (21. Spieltag) schoss der 18-Jährige Veerman seine Mannschaft mit seinen ersten beiden Ligatoren zum 3:1-Heimsieg gegen den FC Eindhoven. In der Rückrunde der Saison 2016/17 war er bereits unumstrittener Stammspieler im Mittelfeld der Palingboeren und er beendete diese mit drei Toren und fünf Vorlagen, welche er in 28 Ligaspielen sammeln konnte. Im März 2017 wurde er zum größten Talent der dritten Saisonperiode ausgezeichnet.
In der nächsten Saison 2017/18 behielt er seinen Status als Stammspieler inne. Veerman verpasste nur vier der 38 Ligaspiele aufgrund von Verletzungen und einer Sperre. In Abwesenheit des häufig verletzten Kapitäns Kwakman wurde er zum Ballverteiler im Mittelfeld und am Ende der Spielzeit von den Fans zum Spieler des Jahres gewählt. Am dritten Spieltag der nächsten Saison 2018/19 (31. August 2018) beim 1:1-Unentschieden gegen Jong AZ zog er sich einen Mittelfußbruch zu und musste für mehr als zwei Monate pausieren. Eine darauffolgende Sehnenentzündung zwang ihn erneut für mehrere Monate zum Zusehen, weshalb er erst Mitte April 2019 auf den Platz zurückkehrte. In dieser Spielzeit bestritt er acht Einsätze für den FC Volendam, in denen er zwei Mal traf. Zusätzlich spielte er gegen Saisonende einige Male für die Reserve, um einfacher in den Spielalltag zurückzufinden.

#### SC Heerenveen
Joey Veerman absolvierte die gesamte Saisonvorbereitung beim FC Volendam, hatte aber unlängst das Interesse von Erstligavereinen erregt. Der Verein plante ihn für die Saison 2019/20 ein und ihn anschließend ziehen zu lassen. Sein ehemaliger Teamkollege und nunmehriger Fox-Sports-Experte Kees Kwakman beschrieb ihn zu diesem Zeitpunkt als besten Mittelfeldspieler der Liga. Am 30. August 2019 wechselte Veerman letztlich für eine Ablösesumme in Höhe von 550.000 Euro zum SC Heerenveen in die Eredivisie, wo er einen Dreijahresvertrag mit Option auf ein weiteres unterzeichnete. Bei seinem neuen Verein wählte er die Trikotnummer 20, welche auch der letzte Spieler, sein Namensvetter Henk Veerman, der von Volendam nach Heerenveen wechselte, trug. Sein Debüt bestritt er einen Tag nach seinem Transfer, als er beim 1:1-Unentschieden gegen Fortuna Sittard in der 63. Spielminute für Jordy Bruijn eingewechselt wurde. Er drang rasch in die Startformation vor und erzielte am 17. Dezember 2019 beim 2:0-KNVB-Pokalsieg gegen den Roda JC sein erstes Tor für die Superfriezen. Vier Tage später traf er beim 1:1-Unentschieden gegen Heracles Almelo erstmals in der Eredivisie. In dieser Saison 2019/20 bestritt er 22 Ligaspiele, in denen er vier Tore erzielte und fünf weitere Treffer vorbereitete.

#### PSV Eindhoven
Am 4. Januar 2022 gab dann der Ligarivale PSV Eindhoven die Verpflichtung des Mittelfeldspielers mit Vertrag bis 2026 bekannt. Die Ablösesumme belief sich dabei auf rund 6 Millionen Euro.

### Nationalmannschaft
Am 11. November 2016 bestritt er bei der 1:2-Testspielniederlage gegen Spanien sein einziges Länderspiel für die niederländische U19-Nationalmannschaft.
Im November 2019 wurde er von Trainer Erwin van de Looi erstmals für die U21 nominiert, blieb aber aufgrund von Unterschenkelbeschwerden ohne Einsatz.
Bei der 2:3-Niederlage gegen Italien im Spiel um Platz 3 in der Nations League am 18. Juni 2023 hatte Veerman seinen ersten Länderspieleinsatz. Sein erstes Tor für Oranje erzielte er bei der 1:2-Testspielniederlage gegen Deutschland am 26. März 2024.

## Erfolge
- Niederländischer Pokalsieger: 2022, 2023
- Niederländischer Meister: 2024
- Niederländischer Superpokalsieger: 2022, 2023